# Kyogo Furuhashi
Kyogo Furuhashi (古橋 亨梧, Furuhashi Kyōgo) né le 20 janvier 1995 à Ikoma (Japon), est un footballeur international japonais qui évolue au poste d'avant-centre à Birmingham City.

## Carrière

### En club

#### FC Gifu
Né à Ikoma, au Japon, Kyogo Furuhashi passe par l'Université Chūō, avant de rejoindre le club du FC Gifu en février 2017, qui évolue alors en J. League 2. Le 26 février 2017, il dispute son premier match en professionnel contre le Renofa Yamaguchi FC (2-2). Le 8 avril de la même année, il inscrit son premier but lors d'une victoire de son équipe face au Mito HollyHock, en ouvrant le score (2-1).
Lors de la saison 2018, il se fait remarquer en inscrivant 11 buts et en délivrant 9 passes décisives en 26 matchs. Des prestations qui ne permettent pas à son équipe de faire mieux qu'une 20e place (sur 22), mais qui attirent l'attention des clubs de première division.

#### Vissel Kobe
Le 1er août 2018, Kyogo Furuhashi rejoint le club du Vissel Kobe. Il joue son premier match avec sa nouvelle équipe le 5 août de la même année, face au FC Tokyo, pour ce qui est son premier match de J1 League. Il entre en jeu lors en cours de partie, et son équipe s'incline sur le score de 1-0. Il inscrit son premier but dès son deuxième match pour Vissel Kobe, le 11 août suivant, face au Júbilo Iwata. Son équipe mène par un but à zéro grâce à une réalisation d'Andrés Iniesta, et Furuhashi, titulaire ce jour-là, vient sceller la victoire des siens avec un deuxième but (2-1).
Furuhashi réalise une saison 2019 remarquable, où il se montre très souvent décisif avec 10 buts et 9 passes décisives en 30 matchs de championnat. Le 23 août 2019, il se distingue notamment face au Sagan Tosu en inscrivant deux buts et délivrant deux passes décisives, contribuant à la large victoire du Vissel Kobe (1-6).
Le 23 juin 2021, Furuhashi signe le premier coup du chapeau de sa carrière professionnelle en inscrivant trois buts consécutifs lors d'une rencontre à domicile face au Yokohama FC, apportant ainsi une contribution majeure à la victoire (5-0) de son équipe. 

#### Celtic FC
Alors qu'il est momentanément le meilleur buteur de J.League 2021 avec 14 buts inscrits en 20 matchs, Kyogo Furuhashi attire l'attention des clubs européens et notamment du RSC Anderlecht. Finalement, c'est le Celtic FC qui fait l'acquisition de Kyogo Furuhashi pour la somme de 4 millions d'euros, faisant de lui le plus gros transfert du Japon vers l'Europe de l'histoire. Il s'y engage pour un contrat de quatre ans,. Le 8 août 2021, il se fait remarquer lors de la deuxième journée de championnat en réalisant un hat-trick face au Dundee FC, contribuant grandement à la large victoire de son équipe ce jour-là, qui s'impose par six buts à zéro,.
Le 9 décembre 2021, lors d'un match de Ligue Europa face au Real Betis (3-2), Kyogo Furuhashi entre sur le terrain à la 28e minute pour remplacer Albian Ajeti blessé, avant de se blesser à son tour en milieu de seconde période et d'être remplacé à la 71e minute par Ewan Henderson qui marque son premier but avec le club 37 secondes après son entrée en jeu,. 
Le 19 décembre 2021, malgré sa blessure aux ischio-jambiers qui lui fait manquer consécutivement 3 rencontres de Premier League, Kyogo Furuhashi retrouve le rectangle vert lors de la finale (en) de la Coupe de la Ligue écossaise (en) au cours de laquelle il inscrit un doublé qui permet à son équipe de s'arroger la victoire (1-2) face au Hibernian FC et donc le titre. Le 26 décembre 2021, Kyogo Furuhashi fait son retour en championnat face au St Johnstone FC mais doit sortir 14 minutes après le coup d'envoi après que sa blessure aux ischio-jambiers lui ait à nouveau fait mal, l'écartant ainsi des terrains pendant de longs mois. 
Le 28 août 2022, Furuhashi réalise un autre triplé en championnat, contre Dundee United. Il participe à la large victoire de son équipe par neuf buts à zéro. Le 26 février 2023, il inscrit un nouveau doublé en finale (en) de la Coupe de la Ligue écossaise (en) permettant à son équipe de faire le back-to-back en s'imposant sur le même score (1-2) que la fois précédente, cette fois-ci face au rival historique du Rangers FC.
Le 5 août 2023, Furuhashi s'illustre dès la première journée de la saison 2023-2024 en marquant un but et délivrant une passe décisive contre le Ross County FC (victoire 4-2 du Celtic). Le 13 août 2023, il marque de nouveau lors de la journée suivante contre Aberdeen FC, participant à la victoire des siens (1-3 score final).

#### Stade rennais FC
Le 27 janvier 2025, après trois saisons et demie au Celtic FC, Kyogo Furuhashi est transféré au Stade rennais FC,. Il paraphe un contrat de deux ans et demi, soit jusqu'en juin 2027,. Le montant du transfert est estimé à 10 millions d'euros.
Le 2 février 2025, il dispute son premier match lors d'un match de championnat contre le RC Strasbourg (victoire, 1-0),.

#### Birmingham City
Le 5 juillet 2025, Kyogo Furuhashi est transféré à Birmingham City, seulement cinq mois après son arrivée au Stade rennais FC,. Il paraphe un contrat de trois ans, soit jusqu'en juin 2028,. Le montant du transfert est estimé à 9 millions d'euros, un montant auquel s'ajouteraient des bonus inférieurs à 1 millions d'euros.

### En sélection nationale
En novembre 2019, Kyogo Furuhashi est convoqué pour la première fois avec l'équipe nationale du Japon. Le 19 novembre 2019, il honore sa première sélection lors d'un match amical contre le Venezuela au stade de football de Suita. Il entre en jeu à la mi-temps et son équipe s'incline sur le score de quatre buts à un.
Le 30 mars 2021, lors d'un match du Groupe F du deuxième tour des éliminatoires de la Coupe du monde 2022 de la zone Asie contre la Mongolie, il entre en jeu à la 71e minute en remplacement de Takumi Minamino (auteur de l'ouverture du score) et inscrit ses deux premiers buts en équipe nationale, permettant au Japon de remporter la rencontre sur le score fleuve de 0 à 14.

## Statistiques

### En club
| Saison                | Club                  | Championnat           | Championnat | Championnat | Championnat | Coupe nationale | Coupe nationale | Coupe nationale | Coupe de la Ligue | Coupe de la Ligue | Coupe de la Ligue | Supercoupe | Supercoupe | Supercoupe | Compétition(s) continentale(s) | Compétition(s) continentale(s) | Compétition(s) continentale(s) | Compétition(s) continentale(s) | Total | Total | Total |
| Saison                | Club                  | Division              | M.          | B.          | P.d.        | M.              | B.              | P.d.            | M.                | B.                | P.d.              | M.         | B.         | P.d.       | Comp.                          | M.                             | B.                             | P.d.                           | M.    | B.    | P.d.  |
| 2017                  | FC Gifu               | J2 League             | 42          | 6           | 9           | 2               | 0               | 2               | -                 | -                 | -                 | -          | -          | -          | -                              | -                              | -                              | -                              | 44    | 6     | 11    |
| 2018                  | FC Gifu               | J2 League             | 26          | 11          | 7           | 1               | 0               | 0               | -                 | -                 | -                 | -          | -          | -          | -                              | -                              | -                              | -                              | 27    | 11    | 7     |
| Sous-total            | Sous-total            | Sous-total            | 68          | 17          | 16          | 3               | 0               | 2               | -                 | -                 | -                 | -          | -          | -          | -                              | -                              | -                              | -                              | 71    | 17    | 18    |
| 2018                  | Vissel Kobe           | J1 League             | 13          | 5           | 1           | -               | -               | -               | -                 | -                 | -                 | -          | -          | -          | -                              | -                              | -                              | -                              | 13    | 5     | 1     |
| 2019                  | Vissel Kobe           | J1 League             | 31          | 10          | 9           | 5               | 2               | 0               | 1                 | 0                 | 0                 | -          | -          | -          | -                              | -                              | -                              | -                              | 37    | 12    | 9     |
| 2020                  | Vissel Kobe           | J1 League             | 30          | 12          | 5           | -               | -               | -               | 1                 | 0                 | 0                 | 1          | 1          | 0          | ACL                            | 7                              | 3                              | 1                              | 39    | 16    | 6     |
| 2021                  | Vissel Kobe           | J1 League             | 21          | 15          | 2           | 1               | 1               | 0               | -                 | -                 | -                 | -          | -          | -          | -                              | -                              | -                              | -                              | 22    | 16    | 2     |
| Sous-total            | Sous-total            | Sous-total            | 95          | 42          | 17          | 6               | 3               | 0               | 2                 | 0                 | 0                 | 1          | 1          | 0          | -                              | 7                              | 3                              | 1                              | 111   | 49    | 18    |
| 2021-2022             | Celtic FC             | Premiership           | 20          | 12          | 2           | 1               | 0               | 0               | 3                 | 3                 | 0                 | -          | -          | -          | C3                             | 9                              | 5                              | 1                              | 33    | 20    | 3     |
| 2022-2023             | Celtic FC             | Premiership           | 36          | 27          | 3           | 5               | 4               | 1               | 3                 | 3                 | 0                 | -          | -          | -          | C1                             | 6                              | 0                              | 1                              | 50    | 34    | 5     |
| 2023-2024             | Celtic FC             | Premiership           | 38          | 14          | 5           | 5               | 3               | 0               | 1                 | 0                 | 0                 | -          | -          | -          | C1                             | 6                              | 2                              | 0                              | 50    | 19    | 5     |
| 2024-2025             | Celtic FC             | Premiership           | 22          | 10          | 3           | 1               | 0               | 1               | 2                 | 1                 | 0                 | -          | -          | -          | C1                             | 7                              | 1                              | 0                              | 32    | 12    | 4     |
| Sous-total            | Sous-total            | Sous-total            | 116         | 63          | 13          | 12              | 7               | 2               | 9                 | 7                 | 0                 | -          | -          | -          | -                              | 28                             | 8                              | 2                              | 165   | 85    | 17    |
| 2024-2025             | Stade rennais FC      | Ligue 1               | 6           | 0           | 0           | -               | -               | -               | -                 | -                 | -                 | -          | -          | -          | -                              | -                              | -                              | -                              | 6     | 0     | 0     |
| 2025-2026             | Birmingham City       | Championship          | 0           | 0           | 0           | 0               | 0               | 0               | 0                 | 0                 | 0                 | -          | -          | -          | -                              | -                              | -                              | -                              | 0     | 0     | 0     |
| Total sur la carrière | Total sur la carrière | Total sur la carrière | 285         | 122         | 46          | 21              | 10              | 4               | 11                | 7                 | 0                 | 1          | 1          | 0          | -                              | 35                             | 11                             | 3                              | 353   | 151   | 53    |

### En sélection nationale
| Années                | Sélection             | Phases finales        | Phases finales | Phases finales | Phases finales | Éliminatoires | Éliminatoires | Éliminatoires | Éliminatoires | Amicaux | Amicaux | Amicaux | Total | Total | Total |
| Années                | Sélection             | Comp.                 | M.             | B.             | P.d.           | Comp.         | M.            | B.            | P.d.          | M.      | B.      | P.d.    | M.    | B.    | P.d.  |
| --------------------- | --------------------- | --------------------- | -------------- | -------------- | -------------- | ------------- | ------------- | ------------- | ------------- | ------- | ------- | ------- | ----- | ----- | ----- |
| 2019                  | Japon                 | -                     | -              | -              | -              | -             | -             | -             | -             | 1       | 0       | 0       | 1     | 0     | 0     |
| 2020                  | Japon                 | -                     | -              | -              | -              | -             | -             | -             | -             | -       | -       | -       | 0     | 0     | 0     |
| 2021                  | Japon                 | -                     | -              | -              | -              | CdM 2022      | 9             | 3             | 2             | 2       | 0       | 0       | 11    | 3     | 2     |
| 2022                  | Japon                 | -                     | -              | -              | -              | -             | -             | -             | -             | 4       | 0       | 0       | 4     | 0     | 0     |
| 2023                  | Japon                 | -                     | -              | -              | -              | -             | -             | -             | -             | 5       | 2       | 0       | 5     | 2     | 0     |
| 2024                  | Japon                 | -                     | -              | -              | -              | CdM 2026      | 1             | 0             | 0             | -       | -       | -       | 1     | 0     | 0     |
| 2025                  | Japon                 | -                     | -              | -              | -              | CdM 2026      | 1             | 0             | 0             | -       | -       | -       | 1     | 0     | 0     |
| Total sur la carrière | Total sur la carrière | Total sur la carrière | 0              | 0              | 0              | -             | 11            | 3             | 2             | 12      | 2       | 0       | 23    | 5     | 2     |

Le tableau suivant liste les rencontres de l'équipe du Japon dans lesquelles Kyogo Furuhashi a été sélectionné depuis le 19 novembre 2019 jusqu'à présent :

## Palmarès

### En club
| Vissel Kobe (2)                                                                            | Celtic FC (8) |
| ------------------------------------------------------------------------------------------ | --- |
| - Coupe du Japon (1) : - Vainqueur : 2019. - Supercoupe du Japon (1) : - Vainqueur : 2020. | - Scottish Premiership (4) : - Champion : 2022, 2023, 2024 et 2025. - Coupe d'Écosse (2) : - Vainqueur : 2023 et 2024. - Coupe de la Ligue (3) : - Vainqueur : 2022, 2023 et 2025. |

### Distinctions personnelles
- Membre de l'équipe de l'année PFA du championnat d'Écosse (en) en 2022 et 2023.
- Meilleur buteur du championnat d'Écosse en 2023 (27 buts).
- Joueur de l'année PFA du championnat d'Écosse (en) en 2023.
- Footballeur de l'année SFWA du championnat d'Écosse en 2023.